# Fiamma Fumana
I Fiamma Fumana sono un gruppo musicale italiano, originario dell'Emilia, fondato da Alberto Cottica, ex Modena City Ramblers e dal produttore Marco Bertoni, che unisce folklore ad uno stile ethnic-pop, avvalendosi della collaborazione del Coro delle Mondine di Novi, proponendo canzoni tradizionali e brani originali, unendo antico e nuovo. Incidono per un'etichetta americana, e sono attivi soprattutto negli Stati Uniti, in Canada e nei paesi nordeuropei.
Nel 2008 sono stati protagonisti del film documentario Mondine - Di madre in figlia.
A partire dal 2009 risultano inattivi.

## Formazione
- Silvia Orlandi, in arte Fiamma, voce solista nei primi due album; dal 2005 ha abbandonato il gruppo per intraprendere la carriera solista;
- dal 2000 (dal 2º album) Lady Jessica Lombardi, voce, dal 2005 voce solista; suona inoltre la piva emiliana, il flauto ed il basso (ha cominciato a studiare flauto ad 11 anni; prima di entrare nel gruppo dei Fiamma Fiumana ha fatto parte dei Dagda; nel 2002 fonda l'associazione EtnicArezzo e si occupa di eventi musicali).
- dal 2º album Medhin Paolos dj, live electronics, loops, voce; sostituisce Marco Bertoni alle tastiere e programmazione nel 1º album;
- Alberto Cottica, unico superstite dell'originaria formazione, suona chitarra acustica, fisarmonica e, nel 1º album, organetto, e nel 3º album anche voce, (è economista oltre che musicista, dal 2001 si ama definire economista del rock; fondatore e compositore dei Modena City Ramblers);
- nel 3° CD compare come cantante e autrice Lisa Kant, che però abbandona il gruppo nell'estate 2006. Viene sostituita poi da Roberta Carrieri.

## Discografia

### 1.0 (1999)
Lista tracce:
1. 1.0
2. Hypnananna
3. Tre sorelle
4. Mareoceano
5. Di madre in figlia
6. 4 piemontesi
7. Incantata
8. L.I.L.T.
9. Walking song
10. Via del ritorno
11. Hypnananna (acustica)

Ospiti musicali dell'album:
- Alberto Massi, cornamusa scozzese;
- Franco D'Aniello (Modena City Ramblers), tin whistle;
- Massimo Giuntini (MCR), uillean pipe, bouzouki;
- Giovanni Rubbiani (ex MCR), chitarra acustica;
- Coro delle Mondine di Novi.

Hypnananna è una sorta di ninna nanna, in Walking Song il testo è in parte in emiliano, in L.I.L.T. si fa un gioco di parole con il canto ritmico irlandese lilting, di cui è un acronimo.

### Home (2003)
Lista tracce:
1. Marìdem
2. Pietà l'è morta
3. Girometta
4. A vòi tòr marì
5. La mondina
6. Sanguemisto
7. Oasi
8. Balla!
9. Il cacciatore
10. La merla
11. Bella ciao!
12. Home

Ospiti dell'album:
- Il Coro delle Mondine di Novi in Bella ciao! (diretto da Giulia Contri);
- Tonj Acquaviva (voce in Sanguemisto);
- Filippo Scanzani (live mixing in Bella ciao!)
- Graziano "Monduja" Magagnoli e Ivano "Plizo Montanari" del Gruppo Paulem (chitarra acustica e voice samples in a Vòi tòr marì).

Le canzoni Marìdem (Fammi sposare), A vòi tòr marì (Voglio prendere marito) e La merla sono in dialetto emiliano.

### Onda (2006)
Lista tracce:
1. Prendi l'onda
2. Immagina
3. Angiolina
4. Check in
5. Strade d'appennino
6. Non di sola andata
7. Corrente nera
8. La vien giù
9. Mondo grande
10. Mariulèina
11. Manifesto
12. Immagina (Transglobal Underground Remix)

Ospiti dell'album:
- Peter Walsh, programmazione;
- Jovanotti, rap in Prendi l'onda;
- Coro delle Mondine di Novi in Angiolina e Mariulèina (diretto da Giulia Contri);
- Hami, drums in Non di sola andata e Manifesto;
- Gianni Maroccolo, basso in Prendi l'onda;
- Cr. della Monica, percussioni e kalimba in Check in, Mariùleina e Prendi l'onda;
- Stefano "Cisco" Bellotti (ex MCR), backing vocals in Strade d'appennino;
- Martyn Bennet, voice samples in La vien giù e Manifesto;
- Liliana Del Monte, voice samples in Strade d'appennino;
- Paco Ignacio Taibo II, voice samples in Prendi l'onda;
- Maria Grillini, voice samples in Manifesto;
- MC Navigator, rap in Prendi l'onda e voice samples in Non di sola andata.

Le canzoni Angiolina, Mariulèina, La vien giù e Manifesto (in 6/8 come gli Irish jigs) sono canti tradizionali.
Strade d'appennino ha un tema musicale basato su una musica tradizionale islandese ed il testo è basato sulle rappresaglie naziste del 24 giugno 1944 in Emilia.
L'album è dedicato a Martyn Bennet (1969 - 2004).